# Ordinamento tra numeri reali
Quando si parla di ordinamento dei numeri reali, si intendono tutte le relazioni di confronto che si possono stabilire tra essi; il metodo più semplice per effettuare questa operazione è considerare i numeri reali attraverso le troncate. Utilizzando le troncate si agisce in pratica tra numeri in forma decimale, anche se caso per caso possono cambiare, agendo sull'indice.

## Uguaglianza fra numeri in forma decimale
Dati due numeri reali a e b:

{\displaystyle a=b\Longleftrightarrow \forall {n}\in \mathbb {N} \;\left[a\right]_{n}-\left[b\right]_{n}\leq 10^{-n}}
Non è difficile dedurre che tale criterio vale per entrambe le due diverse condizioni sotto le quali due serie esprimono numeri eguali: 
- uguali per ogni singola cifra
- due rappresentazioni,   l'una  0-periodica  e  l'altra  9-periodica dello stesso decimale finito

Un'altra importante conseguenza di questa definizione è il fatto che essa ci permetta di verificare come il criterio di  eguaglianza  fra  i numeri reali goda  delle  tre  proprietà fondamentali delle relazioni d’equivalenza che avevamo viste rispettate anche per il campo dei razionali e dei naturali. Infatti l'uguaglianza tra reali possiede:
- La proprietà riflessiva, cioè dato un numero reale r, r=r
- La proprietà simmetrica, cioè se, dati due reali a e b, a=b, allora avremo anche che b=a
- La proprietà transitiva, che afferma, dati tre numeri reali p,q,r, se p=q e q=r, allora p=r

## Disuguaglianza fra numeri in forma decimale
Per stabilire se due numeri reali a e b sono diversi si utilizza il seguente principio:

{\displaystyle a\neq \ b\Longleftrightarrow \exists \ {\tilde {n}}\in \mathbb {N} \;:\left[a\right]_{\tilde {n}}-\left[b\right]_{\tilde {n}}>\ 10^{-n}}
In realtà si può formulare il criterio in un secondo modo osservando che se la differenza fra le due troncate a n cifre è strettamente maggiore di :{\displaystyle 10^{-n}},  e  cioè di  un'unità sull'ultima  cifra, ciò vuol dire che vale almeno due unità, e cioè: {\displaystyle 2\cdot 10^{-n}}. Il criterio può dunque essere enunciato come segue:

{\displaystyle a\neq \ b\Longleftrightarrow \exists \ {\tilde {n}}\in \mathbb {N} \;:\left[a\right]_{\tilde {n}}-\left[b\right]_{\tilde {n}}\geq \ 2\cdot 10^{-n}}

## Ordinamento fra numeri in forma decimale
Consideriamo due numeri reali, x e y : adesso vediamo quali devono essere le caratteristiche delle loro troncate affinché sussistano tra loro relazioni di maggiorazione o minorazione (stretta o no):
- {\displaystyle {x}\leq \ {y}\quad } se
  - {\displaystyle x=y\quad \qquad \quad \qquad \qquad }    o
  - {\displaystyle \forall {n}\in \mathbb {N} \;\left[x\right]_{n}\leq \ \left[y\right]_{n}}
- {\displaystyle y>\ x\quad \qquad \qquad \quad }    se {\displaystyle \qquad \quad \qquad x\neq \ y\quad }     e     {\displaystyle \qquad \qquad \quad x\leq \ y}